# Persone di nome Michael/Politici
| Questa pagina contiene informazioni ricavate automaticamente dalle voci biografiche con l'ausilio del template Bio e di un bot. L'aggiornamento è periodico e automatico e ricostruisce completamente la pagina. Se manca una persona in questa lista, sei pregato di non aggiungerla, ma accertati piuttosto che la sua voce biografica contenga il template Bio e che i dati anagrafici siano correttamente compilati. Se il template Bio manca, inseriscilo tu stesso o, in alternativa, metti l'avviso {{tmp\|Bio}} che ne segnala la mancanza. Se i dati riportati sono sbagliati, correggi direttamente la voce biografica; le modifiche saranno visibili in questa lista entro pochi giorni. Per chiarimenti vedi il progetto antroponimi. La lista contiene solo le 106 persone che sono citate nell'enciclopedia e per le quali è stato implementato correttamente il template Bio. Pagina aggiornata al 6 mag 2025. |

Questa è una lista di persone presenti nell'enciclopedia che hanno il nome Michael e sono politici.

## A(3)
- Michael Altherr, politico e agricoltore svizzero (Trogen, n. 1681 - Trogen, † 1735)
- Michael A. Andrews, politico statunitense (Houston, n. 1944)
- Mike Arcuri, politico e avvocato statunitense (Utica, n. 1959)

## B(7)
- Michael Thomas Bass, politico e imprenditore britannico (Burton upon Trent, n. 1799 - † 1884)
- Michael Baumgartner, politico statunitense (Pullman, n. 1975)
- Michael Bennet, politico statunitense (Nuova Delhi, n. 1964)
- Michael Bilirakis, politico e magistrato statunitense (Tarpon Springs, n. 1930)
- Mike Bishop, politico statunitense (Almont, n. 1967)
- Mike Braun, politico statunitense (Jasper, n. 1954)
- Michael C. Burgess, politico statunitense (Rochester, n. 1950)

## C(9)
- Mike Carey, politico statunitense (Sabina, n. 1971)
- Michael Castle, politico statunitense (Wilmington, n. 1939)
- Michael Chertoff, politico e avvocato statunitense (Elizabeth, n. 1953)
- Michael Cloud, politico statunitense (Baton Rouge, n. 1975)
- Mike Coffman, politico statunitense (St. Robert, n. 1955)
- Mac Collins, politico statunitense (Jackson, n. 1944 - Flovilla, † 2018)
- Mike Collins, politico statunitense (Jackson, n. 1967)
- Michael Cramer, politico tedesco (Gevelsberg, n. 1949)
- Mike Crapo, politico statunitense (Idaho Falls, n. 1951)

## D(6)
- Michael Davitt, politico irlandese (Straide, n. 1846 - Dublino, † 1906)
- Michael Dobbs, politico e scrittore britannico (Cheshunt, n. 1948)
- Michael Doyle, politico statunitense (Swissvale, n. 1953)
- Mike Dunleavy, politico statunitense (Scranton, n. 1961)
- Michael Dwyer, politico canadese (n. 1879 - New Glasgow, † 1953)
- Michael Portillo, politico e conduttore televisivo britannico (Bushey, n. 1953)

## E(4)
- Mike Easley, politico e avvocato statunitense (Rocky Mount, n. 1950)
- Michael Ebling, politico tedesco (Magonza, n. 1967)
- Michael Eitan, politico israeliano (Tel Aviv, n. 1944 - Ramat Gan, † 2024)
- Mike Enzi, politico statunitense (Bremerton, n. 1944 - Loveland, † 2021)

## F(8)
- Michael Fallon, politico britannico (Perth, n. 1952)
- Mike Ferguson, politico statunitense (Ridgewood, n. 1970)
- Mike Fitzpatrick, politico e avvocato statunitense (Filadelfia, n. 1963 - Levittown, † 2020)
- Mike Flood, politico statunitense (Omaha, n. 1975)
- Michael T. Flynn, politico e generale statunitense (Middletown, n. 1958)
- Michael Foot, politico, giornalista e scrittore britannico (Plymouth, n. 1913 - Hampstead, † 2010)
- Michael Forbes, politico statunitense (Riverhead, n. 1952)
- Michael Frendo, politico e avvocato maltese (n. 1955)

## G(5)
- Michael Gaismair, politico e rivoluzionario austriaco (Ceves, n. 1490 - Padova, † 1532)
- Mike Garcia, politico e imprenditore statunitense (Santa Clarita, n. 1976)
- Mike German, barone German, politico britannico (Cardiff, n. 1945)
- Michael Grimm, politico e militare statunitense (New York, n. 1970)
- Michael Guest, politico statunitense (Woodbury, n. 1970)

## H(10)
- Michael Hainisch, politico austriaco (Gloggnitz, n. 1858 - Vienna, † 1940)
- Mike Haridopolos, politico statunitense (Huntington, n. 1970)
- Michael Heaver, politico britannico (Cambridge, n. 1989)
- Michael Heseltine, politico britannico (Swansea, n. 1933)
- Michael D. Higgins, politico e poeta irlandese (Limerick, n. 1941)
- Mike Honda, politico statunitense (Walnut Grove, n. 1941)
- Michael Howard, politico e nobile britannico (Gorseinon, n. 1941)
- Mike Huckabee, politico statunitense (Hope, n. 1955)
- Michael Huffington, politico e produttore cinematografico statunitense (Dallas, n. 1947)
- Michael Häupl, politico austriaco (Altlengbach, n. 1949)

## I(1)
- Michael Ignatieff, politico canadese (Toronto, n. 1947)

## J(1)
- Mike Johanns, politico e avvocato statunitense (Osage, n. 1950)

## K(7)
- Mickey Kantor, politico e avvocato statunitense (Nashville, n. 1939)
- Mike Kehoe, politico statunitense (St. Louis, n. 1962)
- Mike Kelly, politico e avvocato australiano (Adelaide, n. 1960)
- Mike Kennedy, politico statunitense (Lansing, n. 1969)
- Mike Kopetski, politico statunitense (Pendleton, n. 1949)
- Michael Kretschmer, politico tedesco (Görlitz, n. 1975)
- Michael Kühnen, politico tedesco (Bonn, n. 1955 - Kassel, † 1991)

## L(5)
- Mike Lawler, politico statunitense (Suffern, n. 1986)
- Mike Leavitt, politico statunitense (Cedar City, n. 1951)
- Mike Lee, politico e avvocato statunitense (Mesa, n. 1971)
- Mike Levin, politico statunitense (Inglewood, n. 1978)
- Michael Ludwig, politico austriaco (Vienna, n. 1961)

## M(11)
- Michael Manley, politico giamaicano (Kingston, n. 1924 - Kingston, † 1997)
- Mike Mansfield, politico e diplomatico statunitense (New York, n. 1903 - Washington, † 2001)
- Michael Mayr, politico austriaco (Adlwang, n. 1864 - Waldneukirchen, † 1922)
- Michael McCaul, politico statunitense (Dallas, n. 1962)
- Michael McGrath, politico irlandese (Cork, n. 1976)
- Michael McMahon, politico statunitense (New York, n. 1957)
- Michael R. McNulty, politico statunitense (Troy, n. 1947)
- Mike Michaud, politico statunitense (Millinocket, n. 1955)
- Mike Moore, politico neozelandese (Whakatane, n. 1949 - Auckland, † 2020)
- Michael Muster, politico e avvocato tedesco (Rostock, n. 1946)
- Michael Müller, politico tedesco (Berlino Ovest, n. 1964)

## N(2)
- Michael Noonan, politico e scrittore irlandese (Limerick, n. 1943)
- Michael Nutter, politico statunitense (Filadelfia, n. 1957)

## O(2)
- Michael O'Kennedy, politico irlandese (Nenagh, n. 1936 - Dublino, † 2022)
- Mike Oxley, politico statunitense (Findlay, n. 1944 - McLean, † 2016)

## P(5)
- Mike Parson, politico statunitense (Wheatland, n. 1955)
- Michael Pedersen Friis, politico danese (Odense, n. 1857 - Copenaghen, † 1944)
- Mike Pence, politico statunitense (Columbus, n. 1959)
- Mike Pompeo, politico, imprenditore e ex militare statunitense (Orange, n. 1963)
- Michael Prysner, politico e attivista statunitense (Tampa, n. 1983)

## Q(1)
- Michael Quigley, politico statunitense (Indianapolis, n. 1958)

## R(5)
- Mike Rogers, politico e avvocato statunitense (Hammond, n. 1958)
- Mike J. Rogers, politico statunitense (Contea di Livingston, n. 1963)
- Mike Ross, politico e imprenditore statunitense (Texarkana, n. 1961)
- Michael Rulli, politico e imprenditore statunitense (Poland, n. 1969)
- Michael Russell, politico scozzese (Bromley, n. 1953)

## S(10)
- Michael San Nicolas, politico statunitense (Talofofo, n. 1981)
- Michael Sata, politico zambiano (Mpika, n. 1937 - Londra, † 2014)
- Michael Joseph Savage, politico neozelandese (Tatong, n. 1872 - Wellington, † 1940)
- Mike Simpson, politico statunitense (Burley, n. 1950)
- Hoke Smith, politico e editore statunitense (Newton, n. 1855 - Atlanta, † 1931)
- Michael Somare, politico papuano (Rabaul, n. 1936 - Port Moresby, † 2021)
- Michael Spindelegger, politico austriaco (Mödling, n. 1959)
- Michael Steele, politico e avvocato statunitense (Andrews Air Force Base, n. 1958)
- Mike Sullivan, politico statunitense (Omaha, n. 1939)
- Mike Synar, politico e avvocato statunitense (Vinita, n. 1950 - Washington, † 1996)

## T(2)
- Mike Defensor, politico filippino (Manila, n. 1969)
- Mike Turner, politico e avvocato statunitense (Dayton, n. 1960)

## W(2)
- Mick Wallace, politico irlandese (Wexford, n. 1955)
- Michael Waltz, politico statunitense (Boynton Beach, n. 1974)